# イーストボーン

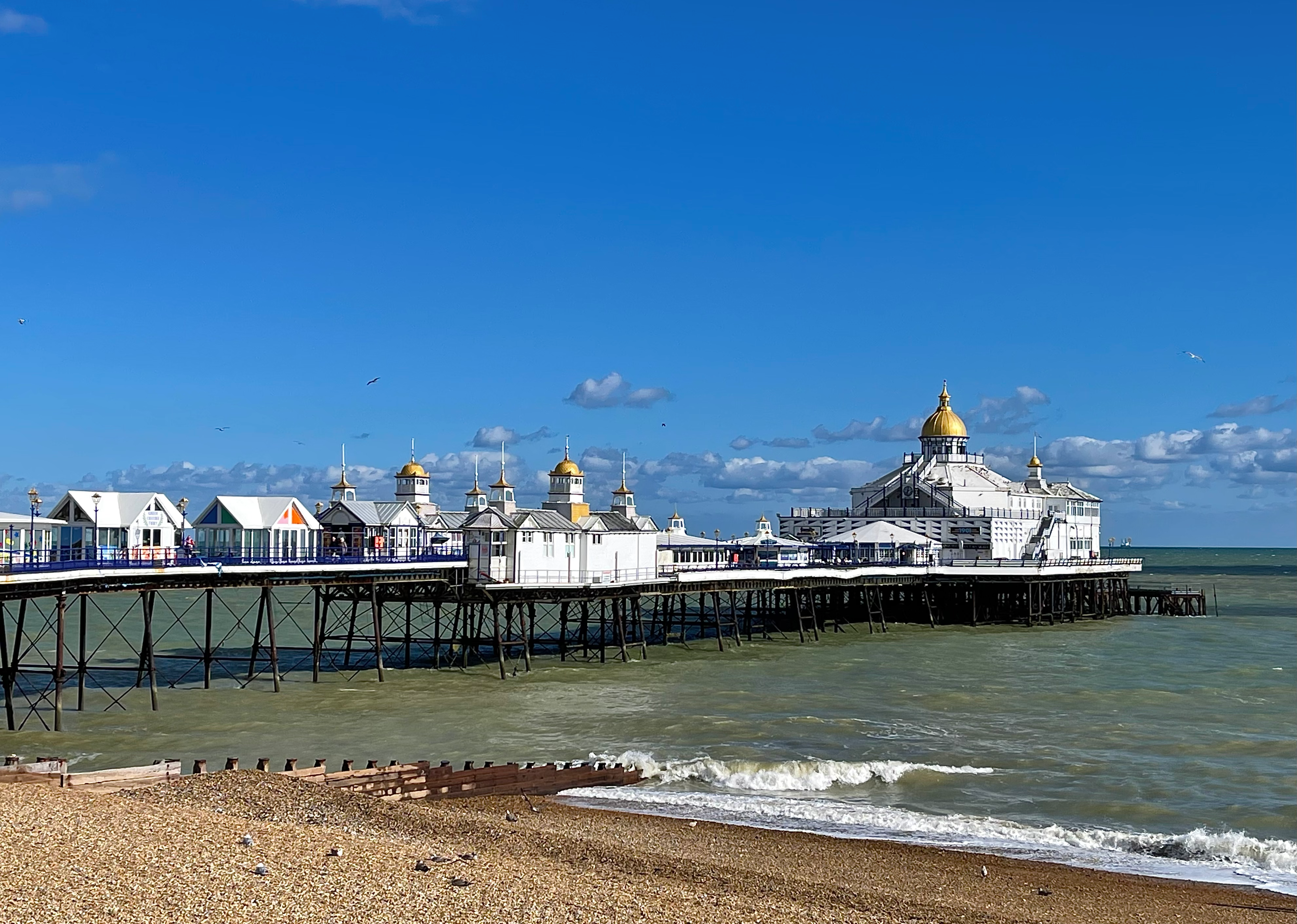

イーストボーン（英: Eastbourne）は、イギリスのイングランド南部イーストサセックスのタウンかつバラである。
イギリス海峡に面しており、イギリス有数のリゾート地として知られる。海岸線には灯台と小石の多い砂浜がある。ビーチに沿ってプロムナードが続き、ヴィクトリア朝からの瀟洒なリゾートホテルが軒を連ねる。2019年7月時点の人口は、約107,000人。
町の南西5Kmには、高さ163m に及ぶ有名観光地ビーチー・ヘッドおよびセブン・シスターズがある。これらは白亜紀に形成されたチョーク岩からなる白い崖である。19世紀に建てられた桟橋のイーストボーン・ピアは、町のランドマークとなっている。

## 歴史
1804年から1810年にかけて、ナポレオンの侵入を阻止するため、要塞イーストボーン・リダウトが建造された。1849年にはロンドンからの鉄道が開通し、海浜リゾートとして繁栄した。

## 交通
ロンドンから南に約105kmの地点にある。
中心部にイーストボーン駅があり、ロンドン・ヴィクトリア駅からゴヴィア・テムズリンク・レールウェイが「サザン」ブランドで運行する列車で約1時間半を要する。東はヘイスティングスを経てアシュフォード国際駅へと、西はブライトンやポーツマスへと、鉄道路線が続いている。
イーストボーン内は路線バスがよく走っており、イースト・サセックス各地へも路線が伸び、近隣のブライトンへもアクセス可能である。また、ロンドン・ヒースロー空港へは、ブライトンからナショナル・エクスプレスのコーチ（長距離バス）が運行している。

## 出身人物
- テリーザ・メイ  - 政治家